# レイランド・バス

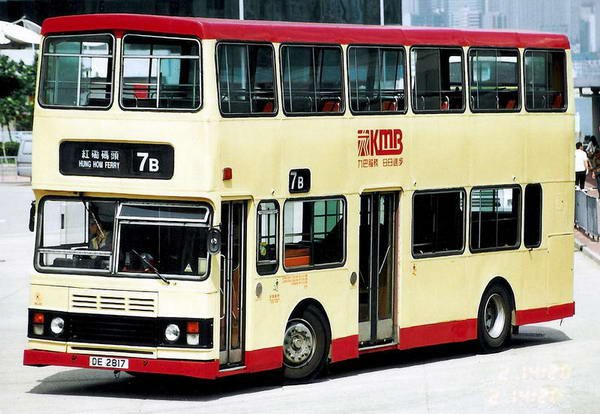
香港でのレイランド・オリンピアン2軸バス

レイランド・バス（Leyland Bus ）は、かつてバスの製造を行っていたイギリスの企業。ブリティッシュ・レイランド（BL）を前身とするローバー・グループに属していたが、バス事業のマネジメント・バイアウトによって創立された。しかしその直後にボルボ傘下のボルボ・バスに買収され、1993年にブランドが消滅した。

## 歴史
- 1896年 - ランカシャー・スチーム・モーター・カンパニー（Lancashire Steam Motor Company 、ランカシャー蒸気自動車会社）として創立される。
- 1907年 - 社名をレイランド・モータース（Leyland Motors ）に変更する。
- 1968年 - ブリティッシュ・モーター・ホールディングスとの合併によりブリティッシュ・レイランド・モーター・コーポレーション（BLMC）となる。
- 1975年 - BLMCが国有化されてブリティッシュ・レイランド（BL）となる。
- 1986年 - BLが社名をローバー・グループに変更する。
- 1987年 - ローバー・グループから旧レイランドが分離され、トラック事業部がレイランド・トラック、バス事業が「レイランド・バス」として独立する。
- 1988年 - ボルボ子会社のボルボ・バスに買収され、その子会社となる。
- 1993年 - レイランドのバス製造、及びWorkington工場（レイランド・バスの工場）におけるバス製造を停止する。